# Ozineus moestus
Ozineus moestus är en skalbaggsart som beskrevs av Bates 1885. Ozineus moestus ingår i släktet Ozineus och familjen långhorningar.
Artens utbredningsområde är:
- Costa Rica.
- Panama.

Inga underarter finns listade i Catalogue of Life.